# Euphorbia heterospina
Euphorbia heterospina är en törelväxtart som beskrevs av Susan Carter. Euphorbia heterospina ingår i släktet törlar, och familjen törelväxter.

## Underarter
Arten delas in i följande underarter:
- E. h. baringoensis
- E. h. heterospina